# El Paraíso
El Paraíso é um departamento nas Honduras.
Suas principais cidades são: Danlí, El Paraíso, Trojes e Yuscarán.

Municipalidades
1. Alauca
2. Danlí
3. El Paraíso
4. Guinope
5. Jacaleapa
6. Liure
7. Morocelí
8. Oropolí
9. Potrerillos
10. San Antonio de Flores
11. San Lucas
12. San Matías
13. Soledad
14. Teupasenti
15. Texiguat
16. Trojes
17. Vado Ancho
18. Yauyupe
19. Yuscarán